# Silvânia
Silvânia este un oraș în Goiás (GO), Brazilia.